# Hieronim Irzykowicz
Hieronim Irzykowicz, Irzykiewicz herbu Leliwa (zm. przed 8 marca 1613 roku) – podkomorzy drohicki w 1596 roku.
W 1607 roku był posłem na sejm z województwa podlaskiego.